# Jakob ibn Tibbon
Jakob ben Machir ibn Tibbon, genannt auch Prophatius Judaeus (geboren 1236 wahrscheinlich in Marseille; gestorben um 1305 in Montpellier), Enkel von Samuel ibn Tibbon, war ein südfranzösischer Autor, Übersetzer und Astronom aus der jüdisch-provenzalischen Familie Ibn Tibbon.

## Leben
Er erfand ein neues astronomisches Höhenmessgerät, eine Variante des Quadranten, den er Quadrans Judaicus („jüdischer Quadrant“) nannte. Der Erfinder beschreibt dieses Instrument 1288 in einer hebräischen Abhandlung, von welcher drei Versionen sowie eine lateinische Übersetzung (von Petrus de Dacia) vorliegen. Als Übersetzer übertrug Jakob zahlreiche Werke der Philosophie, Mathematik und Astronomie aus dem Arabischen ins Hebräische. Während des Maimonidesstreits hatte er bei der Verteidigung von Maimonides eine führende Rolle inne.